# João Estivalet Pires
João Estivalet Pires (Passo Fundo, 20 de abril de 1916 — Florianópolis, 22 de novembro de 1977) foi um advogado e político brasileiro.
Filho de Florindo Pires e de Ambrosina Estivalet Pires. Casou com Ismênia Neves Pires.
Bacharel em direito pela Faculdade de Direito da Universidade Federal do Rio Grande do Sul (1944).
Foi deputado à Assembleia Legislativa de Santa Catarina na 1ª legislatura (1947 — 1951), na 2ª legislatura (1951 — 1955), na 3ª legislatura (1955 — 1959), e na 4ª legislatura (1959 — 1963), eleito pelo Partido Social Democrático.
Foi presidente da Assembleia em 1961 e 1962.